# RSAnakonda
System Anakonda – system ERP służący do zarządzania firmą.
Anakonda jest produktem open source, czyli dostarczanym razem z kodem źródłowym, na licencji GNU GPL umożliwiającej jej dowolną modyfikację. Anakonda jest napisana w języku Python. Jest w pełni modyfikowalna i rozszerzalna przez użytkownika. Można dodawać własne raporty, zestawienia. Można zmieniać działanie poszczególnych okien.

## Struktura systemu
System Anakonda posiada strukturę modułową i składa się z następujących modułów:
- Administracja – moduł umożliwiający administrowanie systemem Anakonda, lista operatorów, ich uprawnienia, dostęp do tabel archiwalnych, definicja harmonogramów zadań itp.
- Dane Podstawowe – definicja słowników, tabel wzorcowych, parametry systemu itp.
- Sprzedaż – artykuły, kontrahenci, zamówienia, dowody dostaw, paragony fiskalne, faktury, korekty, raporty sprzedaży.
- Magazyny – parametryzacja magazynów, dokumenty magazynowe, spis z natury, przeceny, dostawy, deklaracje intrastat, zamówienia dostawcy, rezerwacje, lokacje, analiza stanów i obrotów magazynowych,. raportowanie.
- Produkcja – receptury, normy zużycia, rozliczenie produkcji, zamówienia produkcji, plan produkcji, urządzenia, procesy itp.
- Kadry i Płace – moduł w przygotowaniu obejmujący kartotekę osobową pracowników, obsługę list płac i realizacja podstawowych procesów HR i Payroll.
- Księgowość – definicja okresów obrachunkowych, grup analitycznych, planu kont, dowody księgowe, rozrachunki, operacje, raporty kasowe, wyciągi bankowe, rozliczenia międzyokresowe, środki trwałe, stany kont, rejestry VAT, obroty i salda.
- Raporty – definiowalny moduł raportów i zestawień
- Pomoc – dokumentacja on-line administratora i użytkownika.

## Najważniejsze cechy systemu Anakonda
- Komercyjny pakiet zarządzania firmą na licencji GNU GPL.
- Centrala firmy plus dowolna liczba oddziałów.
- Platformy: Windows, Linux i MAC OS.
- Zgodność z polskim ustawodawstwem – aktualizacje.
- Technologia: PostgreSQL + Python

## Bezpieczeństwo systemu

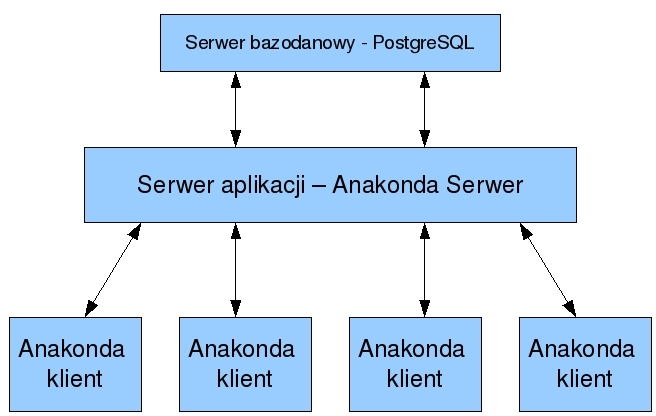
Struktura budowy systemu Anakonda

System został zaprojektowany zgodnie z najnowocześniejszymi wytycznymi i standardami bezpieczeństwa. Trójwarstwowa architektura dostępu do bazy danych zapewnia odseparowanie bazy danych od Internetu, dzięki czemu standardowe szyfrowanie SSL jest wystarczające do zapewnienia odpowiedniego poziomu bezpieczeństwa.Oprogramowanie serwera pracuje w systemie Linux w oparciu o bazę PostgreSQL. Taka kompozycja umożliwia zapewnienie bardzo wysokiego poziomu bezpieczeństwa, bardzo niskim kosztem. Zaawansowane systemy firewallowe dla platformy Linux są dostępne praktycznie za darmo.Oprogramowanie klienckie może pracować zarówno w systemie Windows, jak i Linux. W przypadku użycia tego drugiego systemu, uzyskujemy bardzo wysoki poziom bezpieczeństwa danych porównywalny z systemami wojskowymi. System Linux zapewnia ogromną stabilność, a co za tym idzie integralność i trwałość danych.
Dostęp do poszczególnych zasobów bazy danych jest regulowany za pomocą serwera pośredniczącego na podstawie uprawnień zapisanych w samej bazie. Nadawanie uprawnień dostępowych jest bardzo szczegółowe i dotyczy każdej funkcji programu indywidualnie.

## Technologia
- jako język programowania używany jest Python, język skryptowy z możliwością przygotowania wersji binarnych,
- jako system operacyjny serwera używany jest Linux,
- jako serwer bazy danych używany jest PostgreSQL,
- pakiet pracuje w technologii trójwarstwowej.

## Ergonomia
System został tak zaprojektowany, że większość operacji wykonywanych jest po stronie bazy danych. Korzyścią płynącą z użycia przetwarzania informacji po stronie serwera jest uzyskanie bardzo dużej wydajności systemu, małych wymagań sprzętowych po stronie klienta oraz integracja przetwarzania danych w jednym, najlepiej przystosowanym do tego celu, miejscu.Dołożyliśmy starań, aby system był w całości obsługiwany z klawiatury (bez użycia myszki), co w znaczący sposób przyśpiesza wprowadzanie masowych danych.

## Przepustowość łączy
Dodatkową korzyścią płynącą z użycia przetwarzania informacji po stronie serwera jest uzyskanie małych wymagań, co do przepustowości łączy internetowych. Oprogramowanie Anakonda dzięki trójwarstwowej architekturze zmniejsza wymagania, co do przepustowości łączy. W efekcie na zwykłym łączu DSL można bezproblemowo uruchomić do kilkunastu zdalnych sesji i uzyskać komfort pracy jak w przypadku pracy na lokalnym systemie.

## Niezależność technologiczna
System Anakonda jest oprogramowaniem z dostępnym kodem źródłowym wydanym na licencji GNU/GPL. Oznacza to, że po wdrożeniu można we własnym zakresie modyfikować kod i funkcje programu nie ponosząc z tego tytułu żadnych wydatków. Pakiet jest napisany w takich technologiach, że nie wymaga zakupu licencji na oprogramowanie do jego rozwijania. Środowisko programistyczne, interpretery, oprogramowanie dodatkowe wraz z systemami operacyjnymi i serwerami jest dostępne bezpłatnie do użytku komercyjnego. Oznacza to, że każdy może w pełni legalnie i bez ponoszenia najmniejszych dodatkowych kosztów rozwijać system Anakonda.

## Anakonda a wolne oprogramowanie
Dzięki dostępności kodów źródłowych, system jest całkowicie przejrzysty dla programistów i z powodzeniem może być kontrolowany pod kątem eliminacji nieoczekiwanych działań, zapewnienia bezpieczeństwa danych oraz jakości zastosowanych rozwiązań. Oprogramowanie Anakonda z dostępnym kodem źródłowym umożliwia kontynuację prac nad oprogramowaniem przez różne firmy. Uniezależnia to użytkowników oprogramowania od konkretnego producenta. Umożliwia konkurencję na rynku innym producentom oprogramowania oraz powstawanie coraz szybszych, stabilniejszych i doskonalszych rozwiązań. Przyczynia się do szybszego rozwoju technologicznego tej aplikacji.